# Pellegrino Tibaldi

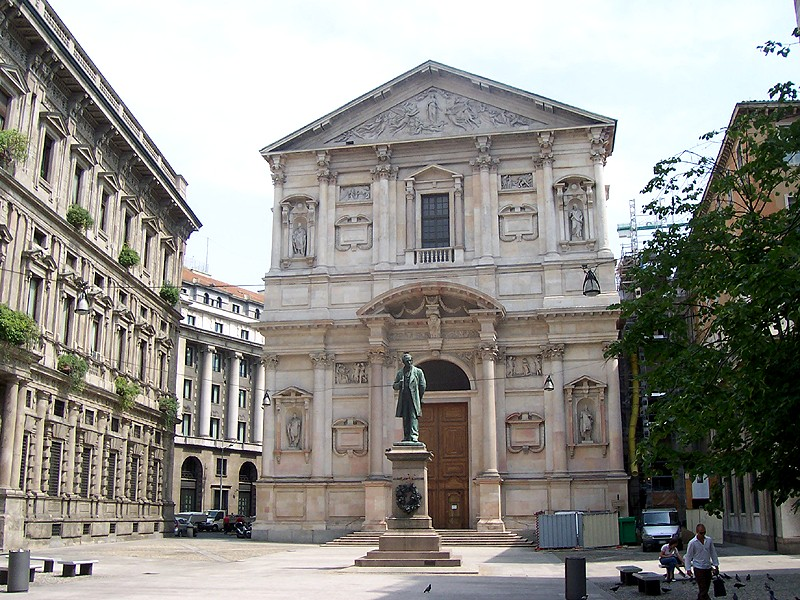
Façade van de San Fedele in Milaan.

Pellegrino Tibaldi (1527 - 1596 ) was een Italiaans kunstschilder en architect.
Hij staat ook wel bekend onder de namen Pellegrino Pellegrini of Pellegrino da Bologna.

## Visuele kunsten
Pellegrino Tibaldi onderneemt gedurende zijn carrière vele reizen, die een grote invloed hadden op hem als kunstenaar. Deze verplaatsingen gaan gepaard met een verandering van stijl en van beroep. Zo begint hij als schilder, om zich hierna te wijden aan de architectuur en uiteindelijk terug te keren naar de schilderkunst.

### Bologna en Rome
Pellegrini is geboren in Puria aan het Meer van Lugano, in het hertogdom Milaan, maar groeit op in Bologna, waar hij een opleiding als schilder krijgt. Gedurende deze periode vertoont zijn werk invloeden van dat van Rafaël en ontwikkelt hij zich tot maniërist. In 1543 trekt hij naar Rome. Hier werkt hij als assistent voor Perino del Vaga en Daniele da Volterra. Hij heeft onder andere fresco's geschilderd in de Sant'Andrea in Via Flaminia. Bij de dood van Perino wordt een deel van zijn werk nagelaten aan Pellegrini, nl. het schilderwerk in de Sala Paolina van Castel Sant’Angelo.
Gedurende zijn verblijf in Rome wordt hij ook beïnvloed door het werk van Michelangelo: je bemerkt het streven naar visuele perfectie, fysieke spanning en spirituele onrust. Ook komt hij hier in contact met de resten van de Antieken, wat later nog een rol zal spelen bij zijn ontwikkeling tot architect en theoreticus.
Zoals reeds vermeld bestaat het leven van Pellegrini uit een aantal fasen die elk een deel zijn van zijn evolutie van schilder naar architect. De Cappella Poggi valt hierin op het einde van zijn (eerste) schildercarrière, net voor het echte architecturale werk.
Pellegrini was in deze kapel verantwoordelijk voor de volledige decoratie. De twee ontwerpprincipes die hij er hanteert, contrasteren erg. Aan de ene kant worden de binnengevels als afzonderlijk en zelfstandig gepresenteerd. Daarnaast beschouwt hij de ruimte van de kapel als één geheel. Het doorlopend entablement is hier een voorbeeld van.

### Ancona
Een volgend scharnierpunt in Pellegrini's evolutie is de fortificatie van Ancona tegen de Turken. Deze fase vormt namelijk de overgang van schilderkunst in Rome naar architectuur in Milaan. Naast deze individuele ontwikkeling als kunstenaar is de fortificatie ook belangrijk als eerste moment waarop hij de rol van verdediger van de Kerk opneemt. Dit zal later nog zichtbaar terugkeren wanneer hij zijn werk in functie van de Contrareformatie stelt.
Uit zijn correspondentie met Carlo Borromeo weten we dat Pellegrini zich hoofdzakelijk met het ontwerp beziggehouden heeft en de praktische uitwerking ervan overliet aan meer ervaren personen. Dit was in die tijd overigens erg gebruikelijk.

### Milaan
In 1564 begon een volgend deel in het leven van Pellegrino Pellegrini, toen hij door Carlo Borromeo naar Milaan gehaald werd. Tot dan toe had Pellegrini vooral naam gemaakt als een olie- en frescoschilder, maar in Milaan kwam daar verandering in. Borromeo gaf Pellegrini de opdracht voor alle grote bouwwerken en stelde hem in 1567 aan als hoofdarchitect van de kathedraal van Milaan. Tot 1585 zou hij die functie bekleden.
Enige jaren na Pellegrini vestigt Borromeo zich in Milaan om zo de hervorming van zijn aartsbisdom volledig te kunnen doorvoeren. Borromeo was nauw betrokken bij de laatste fases van het Concilie van Trente (1545-1560) en verspreidde deze contrareformatorische ideeën. Zo beschrijft hij in zijn Instructiones fabricae et supellectilis ecclesiasticae (1577) de eisen waaraan sacrale gebouwen moeten voldoen. Opvallend is de functionele aanpak en de relatief grote vrijheid die architecten krijgen. Dit boek past evenwel duidelijk in de politiek van kunsten inzetten als wapen tegen de reformatie, vandaar ook dat hij Pellegrini, en met hem een stukje van de grandeur van Rome, naar Milaan haalde.

#### Eerste werken
Tijdens zijn eerste jaar in Milaan begon Pellegrini onmiddellijk met het ontwerp en de bouw van het Collegio Borromeo in Pavia. Vooral op de binnenplaats van het college bewijst Pellegrini zijn kunnen. Hij gebruikt er ook veelvuldig typisch 16de-eeuwse motieven, onder andere gebaseerd op het motief van Sebastiano Serlio. Dit toont aan dat Pellegrini goed op de hoogte was van het werk van zijn tijdgenoten.
De canonica van het Palazzo Arcivescovile in Milaan is de tweede opdracht die Pellegrini kort na zijn aankomst toegewezen kreeg. Hier valt vooral de rustificatie op, wat nog eens de invloed van Serlio op zijn architectuur bewijst. Daarnaast heb je de impact van de contrareformatie, die via Borromeo Pellegrini bereikte. Dit resulteerde hoofdzakelijk in een functionele aanpak en het afwijzen van overdadige ornamentering omwille van economische redenen.

#### Sacrale werken

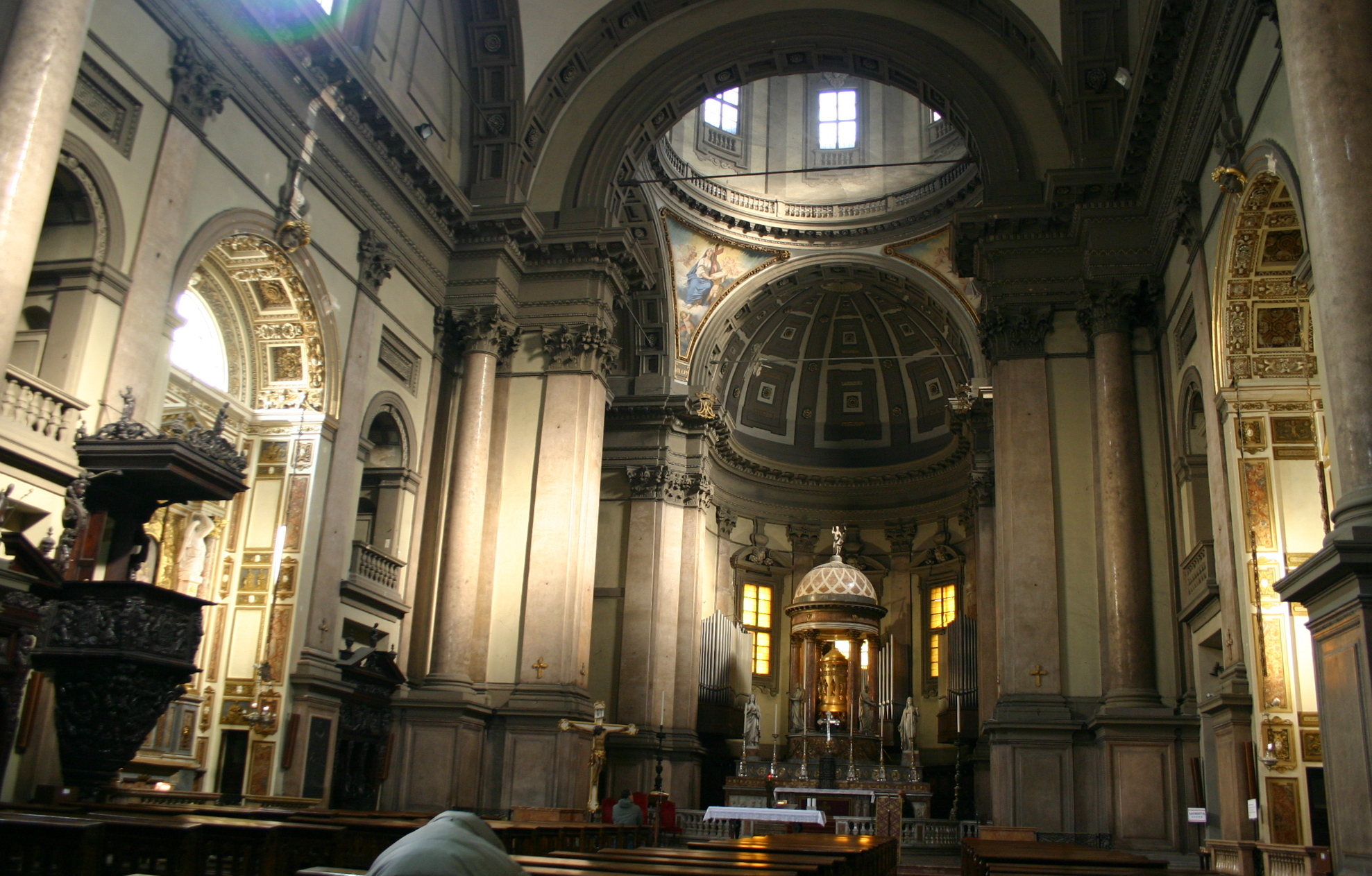
Interieur van de San Fedele in Milaan.

In 1569 start, tegelijkertijd met de Il Gesù in Rome, de bouw van de San Fedele. Beide kerken werden gebouwd in opdracht van de orde van de Jezuïeten en zijn de eerste belangrijke contrareformatorische kerken. Het plan is opgebouwd uit slechts drie vierkanten, waarvan twee de ruimte voor de gelovigen vormen en de derde plaats geeft aan het hoofdaltaar.
De zes enorme, losstaande zuilen die de gewelven dragen, hebben op een doorlopende architraaf na niets gemeen met de zijwanden van de kerk. Het versterkt het gevoel van één grote ruimte, zonder enig object dat het zicht op het altaar hindert. Dit gebeurde conform het toegenomen belang van de preek in de nieuwe liturgische dienst.
Ook in de Il Gesù poogde de architect dit te bereiken. Inspiratie voor de enorme, vrijstaande zuilen haalde Pellegrini waarschijnlijk in de Santa Maria degli Angeli in Rome. Op het moment dat de kerk gebouwd werd, verbleef Pellegrini namelijk in Rome en het was zeker een belangrijk werk voor hem aangezien het van de hand van Michelangelo is.
Een goed voorbeeld van hoe amper bepalend de Instructiones van Borromeo waren, vindt men in de San Sebastiano (1577) in Milaan. De kerk is gebouwd op een centraal grondplan, waarover Borromeo schrijft: “De ronde vorm, veelvuldig gebruikt door de antieken voor de tempels van hun goden, werd zelden gebruikt door Christenen”. Pellegrini keert hier duidelijk terug naar het antieke model en laat zich inspireren door het Pantheon, dat hij uitvoerig bestudeerde tijdens zijn verblijf in Rome.

### Spanje
Zijn vertrek naar Spanje in 1586 betekent een nieuw keerpunt in zijn carrière: na een breuk van 20 jaar staat hij nu terug bekend als olie- en frescoschilder. Hij wordt in opdracht van Filips II gevraagd om het Escorial te decoreren. Zijn bekendste werk hier is het fresco van de bibliotheek. In de fresco’s merk je de steeds groeiende invloed van Michelangelo op Pellegrini als kunstenaar. Ook zal hij gedurende zijn verblijf in Spanje zijn traktaat “L’architettura” schrijven.
In 1596 keert Pellegrini terug naar Milaan in opdracht van Federico Borromeo, de neef van Carlo Borromeo. Hij wordt aangesteld als architect van de Duomo. Kort daarop sterft Pellegrini, waardoor hij de kans niet krijgt om bij te dragen in de plannen van Federico om de stad Milaan om te bouwen.

## Theorie

### Traktaat: L'architettura
Het traktaat van Pellegrini bestaat uit drie delen. In het eerste deel behandelt hij het ontwerp van een basiliek en de stedenbouwkundige positie ervan. In de laatste twee staat het antieke centraal, namelijk een kritiek op Vitruvius en commentaar op Alberti's De Re Aedificatoria.
Wanneer Pellegrini er juist aan begon te schrijven, is niet gekend maar het was zeker voor hij naar Spanje vertrok in 1587. Ook over het originele manuscript bestaan er onduidelijkheden. Op dit moment bestaan er namelijk twee manuscripten van Pellegrini's traktaat, het Parijse en het Milanese manuscript. Het Parijse is het oudste van de twee en dus completer en minder bewerkt.

#### Imitatie van het Antieke
De positie die Pellegrini inneemt t.o.v. het Antieke wordt in zijn traktaat volledig duidelijk. In onder andere zijn gebouwd werk zijn heel wat elementen uit de Romeinse cultuur letterlijk terug te vinden. Maar Pellegrini imiteert niet alleen de Romeinse cultuur, hij neemt ook veel over van bekende renaissancearchitecten en -kunstenaars, Bramante en Michelangelo in het bijzonder. Denk hier bijvoorbeeld aan de San Fedele, die geïnspireerd is op Michelangelo's Santa Maria degli Angeli.
Dit onderscheid tussen Antieke kunst en renaissancekunst was er echter niet volgens Pellegrini. De Antieke cultuur omvatte voor hem niet enkel de (Grieks-) Romeinse beschaving maar ook de 15de- en 16de-eeuwse imitatie ervan. Pellegrini beschouwt dus niet de periode van het Antieke maar wel de waarden en normen ervan als definitie van het Antieke.
In het traktaat uit dit zich onder andere in de verhouding tussen Alberti en Vitruvius. Pellegrini zet beide schrijvers volledig naast elkaar, beschouwt ze als evenwaardig. De imitatie van het Antieke wordt dus opnieuw een element van het Antieke. Of nog, de imitatie wordt de legitimatie om als Antieke beschouwd te worden.